# Tenis na Mediteranskim igrama 2013.
Teniski turnir na Mediteranskim igrama 2013. održan je od 24. do 29. lipnja. Hrvatska nije imala predstavnika u ovome sportu. Najuspiješnije države su bile Slovenija i Turska, svaka po dva osvojena zlata.

## Osvajači medalja
| Kategorija           | Zlato                               | Srebro                                        | Bronca                                            |
| Muškarci pojedinačno | Blaž Rola Slovenija                 | Marsel Ilhan Turska                           | Malek Jaziri Tunis                                |
| Žene pojedinačno     | Çağla Büyükakçay Turska             | Sara Sorribes Tormo Španjolska                | Federica di Sarra Italija                         |
| Muškarci parovi      | Blaž Rola Tomislav Ternar Slovenija | Mohamed Haythem Abid Firat Pozan Tunis        | Albert Alcaraz Ivorra David Perez Sanz Španjolska |
| Žene parovi          | Çağla Büyükakçay Pemra Özgen Turska | Federica di Sarra Anastasia Grymalska Italija | Ons Jabeur Nour Abbès Tunis                       |